# Selise
Koordinaten: 57° 58′ N, 27° 31′ O
Selise ist ein Dorf (estnisch küla) im Südosten Estlands. Es gehört zur Landgemeinde Setomaa im Kreis Võru (bis 2017 Mikitamäe im Kreis Põlva).
Das Dorf hat 57 Einwohner (Stand 31. Dezember 2011). Westlich des Dorfkerns fließt der Fluss Mädajõgi.

## Geschichte
Der Ort wurde erstmals 1680 unter dem Namen Selištše urkundlich erwähnt.